# Frank Rijkaard
Franklin Edmundo (Frank) Rijkaard (Amsterdam, 30 september 1962) is een voormalig Nederlands profvoetballer en voetbaltrainer. In zijn loopbaan als speler van Ajax en AC Milan bouwde hij zowel nationaal als internationaal een zeer succesvolle erelijst op. Nationaal gezien won hij diverse landskampioenschappen, nationale bekers en supercups. Internationaal won hij met Ajax de European Cup Winners' Cup en de UEFA Champions League. Met AC Milan won hij tweemaal de Europacup I, tweemaal de Europese Supercup en tweemaal de wereldbeker voor clubteams. Hij behoorde op het EK 1988 tot de selectie van het Nederlands elftal dat het Europees Kampioenschap won. Hij was daarna trainer van het Nederlands elftal, Sparta Rotterdam, FC Barcelona, Galatasaray en Saoedi-Arabië. Als trainer van FC Barcelona werd hij in het seizoen 2005/06 de vijfde voetballer in de geschiedenis die als speler én als trainer de Europacup I/UEFA Champions League won, na Miguel Muñoz, Giovanni Trapattoni, Johan Cruijff en Carlo Ancelotti.

## Clubcarrière

### Jeugd
Rijkaard werd geboren te Amsterdam als zoon van een Surinaamse vader, de voetballer Herman Rijkaard, en een Nederlandse moeder. Hij begon met voetballen op het Balboaplein in De Baarsjes met onder anderen Ruud Gullit. Daarna ging hij naar SC Buitenveldert in Amsterdam en stapte op 10-jarige leeftijd over naar Blauw-Wit (medio 1973-medio 1976). Daarna speelde Rijkaard drie jaar bij DWS (medio 1976-medio 1979), evenals Ruud Gullit, waarna Rijkaard naar de jeugd van Ajax ging (medio 1979). Hij was in het najaar van 1978 gescout door Rob Been sr., die Haarlem-trainer Barry Hughes net te snel af was. Rijkaard redeneerde dat hij nog altijd omlaag kon spelen bij Haarlem, als hij onverhoopt niet goed genoeg was bij Ajax, maar zover kwam het niet.

### Ajax

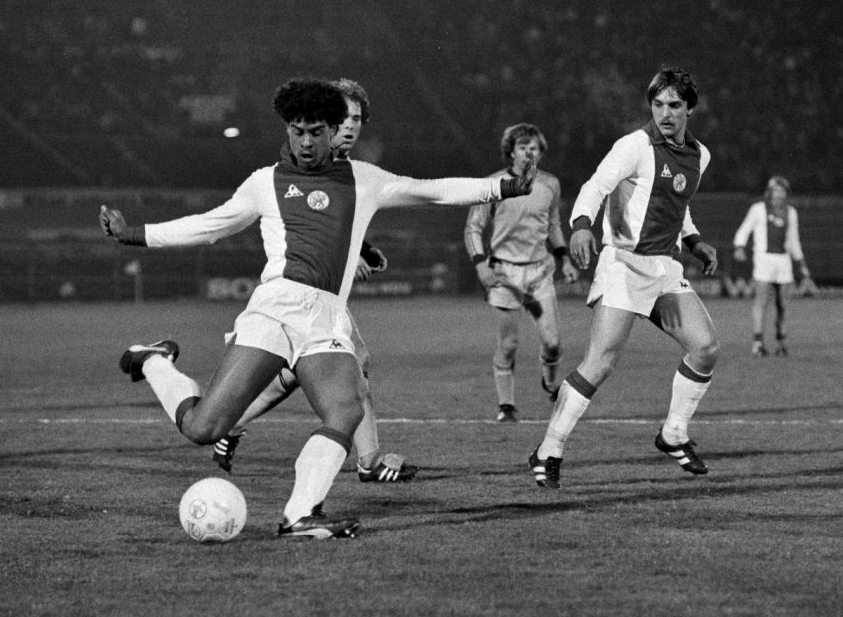
Seizoen 1980/81. 5-11-1980 EC 1 Ajax-Bayern München 2-1, Rijkaard scoort 2-0; rechts op de voorgrond Edo Ophof, rechts op de achtergrond met afgezakte kousen Ajacied Henning Jensen.

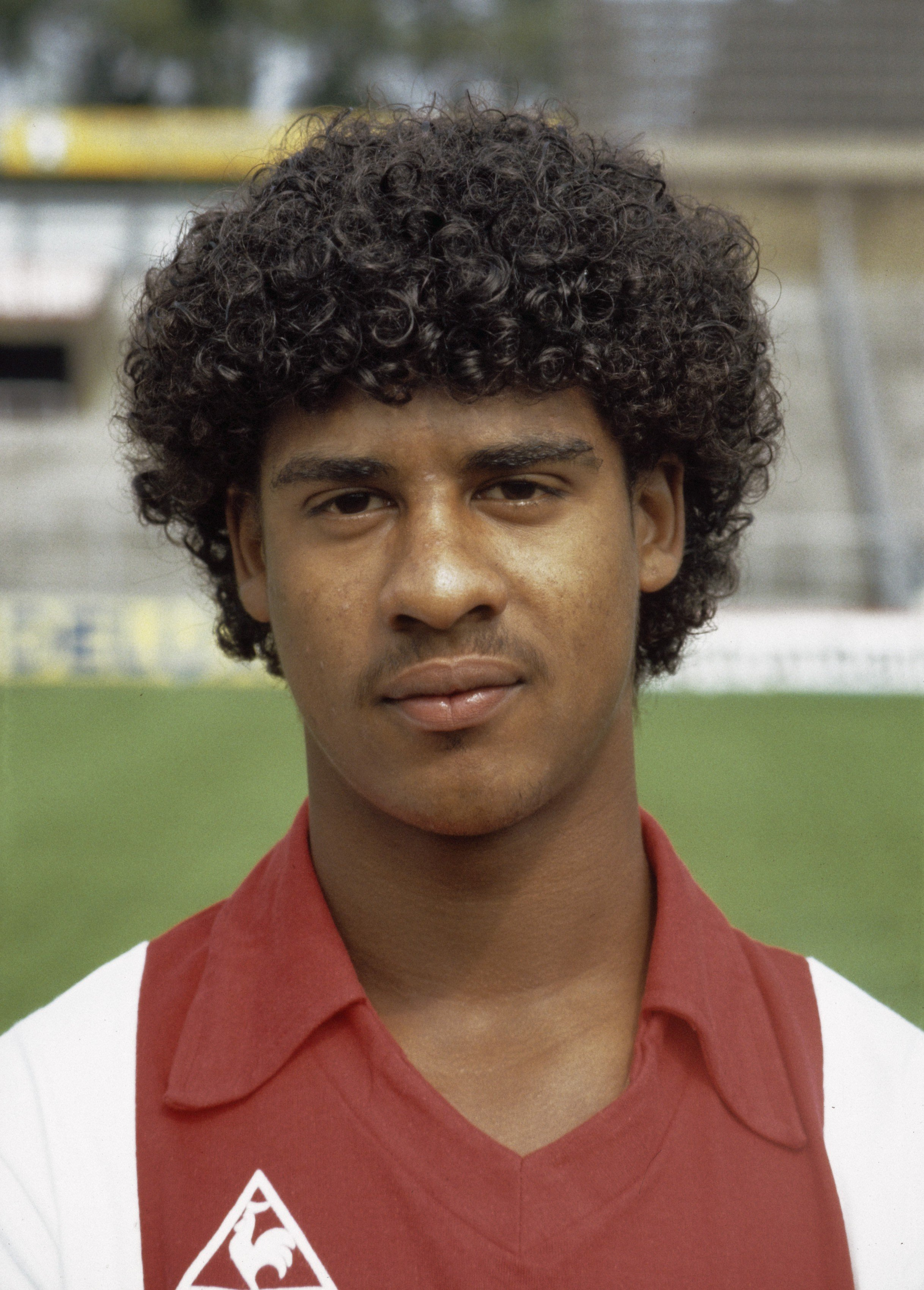
Perspresentatie Ajax seizoen 1981/82 op 13-7-1981. Rijkaard als speler.

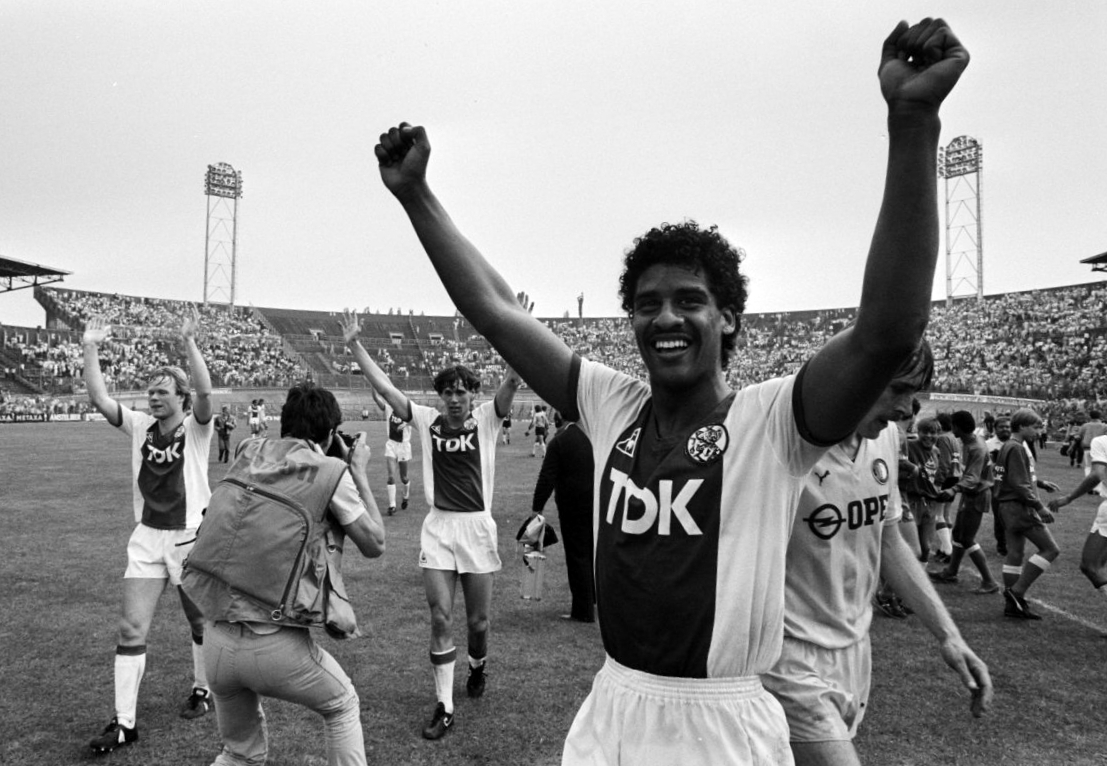
19-5-1985. Ajax-Feyenoord 4-2. Ajax weer stap dichter bij landstitel 1984/85. Frank Rijkaard, die twee maal scoorde, verlaat juichend het veld. Uiterst links van hem Ronald Koeman, in het midden Marco van Basten.

Rijkaard debuteerde als 17-jarige onder trainer Leo Beenhakker op 23 augustus 1980 in het eerste elftal van Ajax, uit tegen Go Ahead Eagles (2-4 zege) en scoorde daarbij. Hij speelde ruim zeven seizoenen bij Ajax, als rechtermiddenvelder (1980-1981, 1983-1984), voorstopper (1981-1982, 1982-1983, 1983-1984), libero (1984-1985) of centrale middenvelder (1985-1986). In de 2de helft van 1985, dus in de 1ste helft van het seizoen 1985/86 was Rijkaard aanvoerder van Ajax. Als trainers maakte hij achtereenvolgens Leo Beenhakker, interim-trainer Aad de Mos, Kurt Linder, opnieuw Aad de Mos, het interim-trio Tonny Bruins Slot-Spitz Kohn-Cor van der Hart, en ten slotte Johan Cruijff mee. Rijkaard speelde bij Ajax samen met onder meer Frank Arnesen, Tscheu La Ling, Søren Lerby, Wim Kieft, Gerald Vanenburg, Sonny Silooy, Jesper Olsen, Johan Cruijff, John van 't Schip, Marco van Basten, Jan Mølby, Ronald Koeman, John Bosman, Felix Gasselich en Rob de Wit. In het seizoen 1981/82 werd Rijkaard door het voetbalmagazine Voetbal International als 4de beste speler in de eredivisie beoordeeld. Hij won met Ajax drie landskampioenschappen (1982, 1983, 1985) en drie KNVB bekers (1983, 1986, 1987). In 1981, 1986 en 1987 finishte Ajax als nummer 2 in de eredivisie (in 1981 wel na een moeilijk seizoen met 26 van de 34 ronden een rangschikking tussen nummer 4 en 8), in 1984 als nummer 3. In 1981 werd Ajax 2de in het KNVB beker-toernooi. In 1987 won Rijkaard met Ajax de Europacup II, Lokomotive Leipzig finishte als tweede in dat toernooi.
In maart 1986 kreeg Rijkaard van boezemvriend Ruud Gullit te horen dat PSV interesse in hem had. Rijkaard tekende na onderhandelingen in het huis van PSV-voorzitter Jacques Ruts een contract dat hem voor vier jaar verbond aan PSV. In ruil voor zijn handtekening kreeg Rijkaard een stereotoren en een lening van 30 duizend gulden. In februari 1987 verlengde hij echter ook zijn contract bij Ajax met twee jaar. Dit werd door de clubs, na enig gesteggel, met een herenakkoord geregeld. Rijkaard bleef bij Ajax en PSV zegde het contract op; PSV zou daarnaast in ieder geval 1,5 miljoen krijgen, een bedrag dat opliep naar 2,5 miljoen toen Rijkaard Ajax voortijdig verliet. Penningmeester Harry van Raaij noemde dit de beste transfer ooit.
Halverwege seizoen 1987/1988 ging het opnieuw mis tussen Ajax en Rijkaard en verliet hij de club na een conflict met trainer Johan Cruijff. Rijkaard en zijn medespelers stonden toen 2de in de eredivisie. Rijkaard tekende een contract bij Sporting CP, maar omdat de Portugese transfermarkt al gesloten was, leende Sporting CP hem voor de rest van dat seizoen uit aan Real Zaragoza.

### AC Milan
Na zijn spel op het EK in 1988 kreeg Rijkaard een transfer naar AC Milan, waar hij samen met Marco van Basten en Ruud Gullit, die al in de zomer van 1987 naar Milaan kwamen, het 'gouden Nederlandse trio' vormde. Met AC Milan won hij onder meer tweemaal de Europacup I. In de Europacup I-finale van het seizoen 1989/90 scoorde hij het enige en dus winnende doelpunt.

### Terug naar Ajax
Na vijf seizoenen in Milaan zou Rijkaard afbouwen bij Ajax (juli 1993-juni 1995). Hij speelde nog twee seizoenen in Amsterdam, waarin hij tweemaal landskampioen werd (1993-1994, 1994-1995) en in 1994-1995 met Ajax de UEFA Champions League won tegen zijn oude ploeg (finale Ajax-AC Milan 1-0). Tijdens deze twee seizoenen bij Ajax speelde Rijkaard  op de achtergrond een rol als mentor van met name de jonge spelers met Surinaamse roots. In de rust van de finale van de UEFA Champions League in 1995 hield hij een motiverende toespraak. In de tweede helft gaf hij de assist voor de winnende treffer van Patrick Kluivert.

### Statistieken
| Seizoen         | Club                   |                    | Competitie       | Competitie | Competitie | Beker | Beker | Internationaal | Internationaal | Overig | Overig | Totaal | Totaal |
| Seizoen         | Club                   | Wed.               | Competitie       | Dlp.       | Wed.       | Dlp.  | Wed.  | Dlp.           | Wed.           | Dlp.   | Wed.   | Dlp.   |        |
| --------------- | ---------------------- | ------------------ | ---------------- | ---------- | ---------- | ----- | ----- | -------------- | -------------- | ------ | ------ | ------ | ------ |
| 1980/81         | Ajax                   | Vlag van Nederland | Eredivisie       | 24         | 4          | 6     | 0     | 1              | 1              | —      | —      | 31     | 5      |
| 1981/82         | Ajax                   | Vlag van Nederland | Eredivisie       | 27         | 4          | 1     | 0     | 0              | 0              | —      | —      | 28     | 4      |
| 1982/83         | Ajax                   | Vlag van Nederland | Eredivisie       | 25         | 3          | 6     | 1     | 0              | 0              | —      | —      | 31     | 4      |
| 1983/84         | Ajax                   | Vlag van Nederland | Eredivisie       | 23         | 9          | 2     | 0     | 1              | 0              | —      | —      | 26     | 9      |
| 1984/85         | Ajax                   | Vlag van Nederland | Eredivisie       | 34         | 7          | 4     | 1     | 4              | 1              | —      | —      | 42     | 9      |
| 1985/86         | Ajax                   | Vlag van Nederland | Eredivisie       | 31         | 9          | 6     | 4     | 2              | 0              | —      | —      | 39     | 13     |
| 1986/87         | Ajax                   | Vlag van Nederland | Eredivisie       | 34         | 7          | 7     | 0     | 9              | 2              | —      | —      | 50     | 9      |
| 1987/88         | Ajax                   | Vlag van Nederland | Eredivisie       | 8          | 3          | 0     | 0     | 1              | 1              | —      | —      | 9      | 4      |
| Club totaal     | Club totaal            | Club totaal        | Club totaal      | 206        | 46         | 32    | 6     | 18             | 5              | 0      | 0      | 256    | 57     |
| 1987/88         | Sporting CP            | Vlag van Portugal  | Primeira Divisão | 0          | 0          | 0     | 0     | 0              | 0              | —      | —      | 0      | 0      |
| Club totaal     | Club totaal            | Club totaal        | Club totaal      | 0          | 0          | 0     | 0     | 0              | 0              | 0      | 0      | 0      | 0      |
| 1987/88         | → Real Zaragoza (huur) | Vlag van Spanje    | Primera División | 11         | 0          | 0     | 0     | —              | —              | —      | —      | 11     | 0      |
| Club totaal     | Club totaal            | Club totaal        | Club totaal      | 11         | 0          | 0     | 0     | 0              | 0              | 0      | 0      | 11     | 0      |
| 1988/89         | AC Milan               | Vlag van Italië    | Serie A          | 31         | 4          | 6     | 0     | 9              | 1              | 1      | 1      | 47     | 6      |
| 1989/90         | AC Milan               | Vlag van Italië    | Serie A          | 29         | 2          | 6     | 0     | 12             | 2              | —      | —      | 47     | 4      |
| 1990/91         | AC Milan               | Vlag van Italië    | Serie A          | 30         | 3          | 2     | 0     | 7              | 3              | —      | —      | 39     | 6      |
| 1991/92         | AC Milan               | Vlag van Italië    | Serie A          | 30         | 5          | 5     | 0     | —              | —              | —      | —      | 35     | 5      |
| 1992/93         | AC Milan               | Vlag van Italië    | Serie A          | 22         | 2          | 5     | 0     | 6              | 3              | 0      | 0      | 33     | 5      |
| Club totaal     | Club totaal            | Club totaal        | Club totaal      | 142        | 16         | 24    | 0     | 34             | 9              | 1      | 1      | 201    | 26     |
| 1993/94         | Ajax                   | Vlag van Nederland | Eredivisie       | 30         | 10         | 4     | 0     | 6              | 1              | 1      | 0      | 41     | 11     |
| 1994/95         | Ajax                   | Vlag van Nederland | Eredivisie       | 26         | 2          | 2     | 0     | 10             | 0              | 1      | 0      | 39     | 2      |
| Club totaal1    | Club totaal1           | Club totaal1       | Club totaal1     | 262        | 58         | 38    | 6     | 34             | 6              | 2      | 0      | 336    | 70     |
| Carrière totaal | Carrière totaal        | Carrière totaal    | Carrière totaal  | 415        | 74         | 62    | 6     | 68             | 15             | 3      | 1      | 548    | 96     |

1 N.B. Dit betreft een clubtotaal, dus een totaal van beide periodes bij AFC Ajax.

## Interlandcarrière

### Nederlands elftal
Rijkaard debuteerde voor Oranje onder bondscoach Kees Rijvers op 1 september 1981 (Zwitserland (2) - (1) Nederland). Vanaf de kwalificatiewedstrijden voor het WK van 1986 was hij basisspeler. In 1988 maakte Rijkaard deel uit van het Nederlands elftal dat Europees kampioen werd. Bij het WK van 1990 in Italië stond Rijkaard negatief in de kijker. Tijdens de achtste finale tegen Duitsland spuugde Rijkaard zijn opponent Rudi Völler tot tweemaal toe in de nek. In de consternatie die daarop volgde, werden beide spelers het veld uitgestuurd. De beelden van het Drama Lama zijn nog vaak op de Duitse televisie herhaald.
Hierna bedankte Rijkaard voor Oranje, maar bij het EK van 1992 en het WK van 1994 keerde hij terug. Zijn laatste interland was de verloren kwartfinale tegen de latere wereldkampioen Brazilië, op 9 juli 1994. In zijn carrière speelde Rijkaard 73 interlands, waarin hij 10 maal scoorde.

## Trainerschap

### Nederlands elftal
Rijkaard werd na zijn actieve carrière tijdelijk assistent-trainer van het Nederlands voetbalelftal. In 1998, in de aanloop van het EK 2000 waarvoor Nederland (en België) zich als organisator niet hoefde te kwalificeren, werd hij zonder trainerservaring benoemd tot bondscoach, als opvolger van Guus Hiddink. Johan Neeskens was assistent van Frank Rijkaard in deze periode. In het seizoen 1998-1999 won het Nederlands elftal slechts een van een aanzienlijk aantal oefenwedstrijden onder Rijkaards leiding. Op het EK 2000 leverde Nederland echter een zeer goede prestatie door het bereiken van de halve finales, met een doelsaldo van +10 in het hele toernooi. Rijkaard besloot medio 2000, na twee jaar, op te stappen als bondscoach, nadat Nederland uitgeschakeld werd door Italië.

### Sparta
In 2001 tekende Rijkaard voor twee jaar bij Sparta Rotterdam. Ondanks het feit dat het bestuur Rijkaard op technisch gebied carte blanche geeft en de komst van Aron Winter, Tom Sier en Regi Blinker, maakt Sparta een rampseizoen door. De club scoorde 26 doelpunten, kreeg er 75 tegen en eindigde op de voorlaatste plaats, met 24 punten. Toen Sparta via de nacompetitie voor het eerst in de historie van de club degradeerde, leverde Rijkaard zijn contract in.

### Barcelona

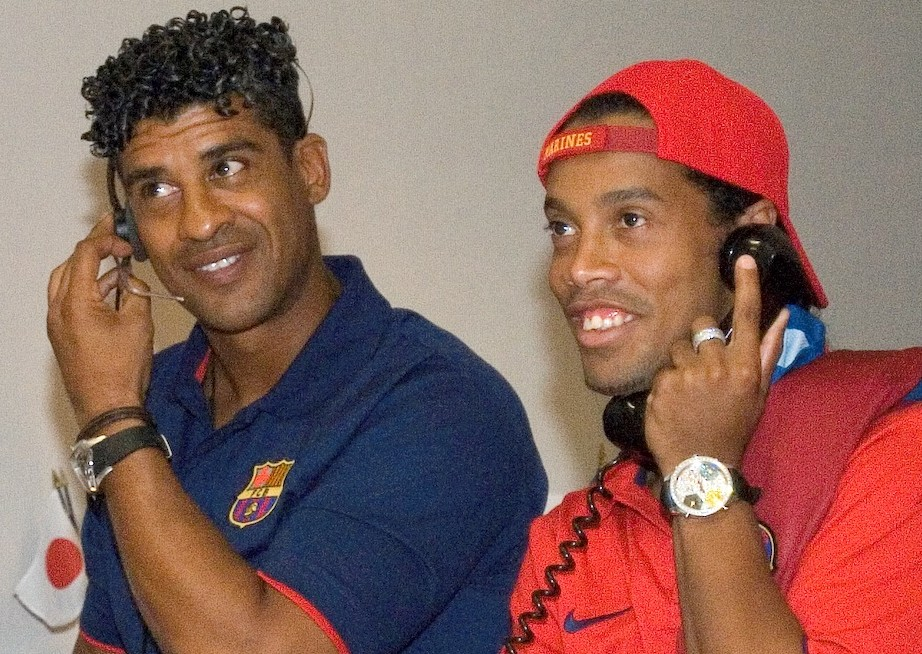
Rijkaard en Ronaldinho tijdens een uitstap met FC Barcelona.

In het seizoen 2003/04 werd hij aangesteld als hoofdtrainer van FC Barcelona. Als assistent trainer werd Henk ten Cate aangesteld. Na een moeizaam begin, werd het Barcelona van Rijkaard 2e, achter Valencia.
In het seizoen 2004/05 werd Barcelona kampioen. In de Champions League raakte Rijkaard betrokken bij een incident tussen Chelsea-trainer Jose Mourinho en scheidsrechter Anders Frisk. Rijkaard zou met Frisk hebben gesproken en Mourinho beweerde dat Frisk daardoor niet onpartijdig floot. Mourinho werd door de UEFA berispt; Frisk beëindigde na felle Britse kritiek en bedreigingen voortijdig zijn scheidsrechterscarrière.
In het seizoen 2005/06 bevestigde Rijkaard zijn naam als de vierde succesvolle Nederlandse trainer van Barcelona, na Rinus Michels, Johan Cruijff en Louis van Gaal, door onder meer Real Madrid in de "Derby van het Heelal" in het Bernabéu met 0-3 te verslaan. Barcelona werd dat seizoen nogmaals kampioen. Daarnaast won het de Champions League door Arsenal FC in de finale met 2-1 te verslaan. Hiermee werd de prestatie van het team van Johan Cruijff geëvenaard, dat Barcelona's eerste Champions League won in 1992. Over sterspeler Ronaldinho zei Rijkaard: "Die hoef je geen aanwijzingen te geven, die moet je vooral zijn gang laten gaan."
In deze tijd vertrekt Henk ten Cate als assistent trainer.
Daarna werden de prestaties van Rijkaards Barcelona minder. Na de 36ste speeldag (4-1 nederlaag tegen Real Madrid) van het seizoen 2007/08 wilde Barcelona niet meer met hem verder. Hij werd in juli 2008 vervangen door Josep Guardiola.

### Galatasaray
Frank Rijkaard werd voor het seizoen 2009/10 als trainer aangesteld bij Galatasaray SK, waar hij een contract voor twee seizoenen tekende. Frank Rijkaard nam Johan Neeskens mee als zijn assistent. Rijkaard en Neeskens hadden van Galatasaray SK naast succes in Europa ook de missie meegekregen om landskampioen te worden. In oktober 2010 werden zowel Rijkaard als Neeskens ontslagen wegens tegenvallende resultaten.

### Saoedi-Arabië
Frank Rijkaard is op 29 juni 2011 bondscoach van Saoedi-Arabië geworden. Saoedi-Arabië zat al sinds januari zonder bondscoach na het ontslag van Nassar Al Johar. Het voornaamste doel van de trainer was het land naar het WK 2014 in Brazilië te brengen. Dit mislukte echter. Hij verloor met 4-2 van Australië. Na de uitschakeling van de Saoedische nationale ploeg in de eerste ronde van de Gulf Cup in Bahrein werd hij op 16 januari 2013 ontslagen. Hij werd opgevolgd door de Spanjaard Juan Ramon López Caro.

## Underjeans
In 1995 lanceerde Rijkaard het ondergoedmerk Underjeans by Frank Rijkaard. In 1997 verkocht hij de lijn aan Van Heek-Tweka voor een onbekend bedrag. 
De omzet bedroeg op dat moment 6 miljoen gulden (2,7 miljoen euro).

## Privé
Rijkaard is getrouwd en heeft met zijn vrouw Stefanie twee zoons. Zij trouwden in 2010. Rijkaard heeft ook een dochter en zoon uit een eerder huwelijk.

## Erelijst
Als speler
 Ajax
- UEFA Champions League: 1994/95
- European Cup Winners' Cup: 1986/87

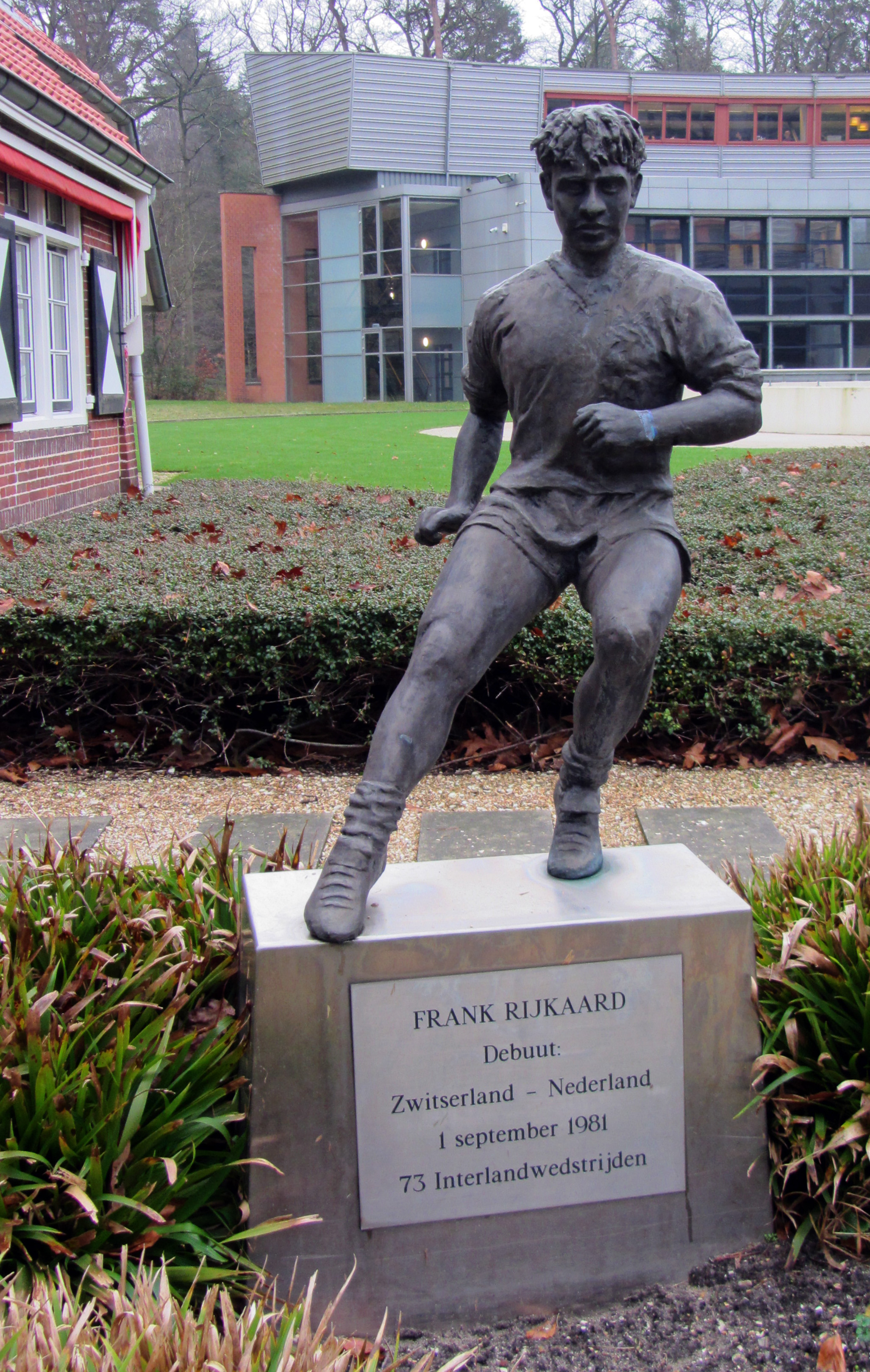
Standbeeld van Frank Rijkaard op de KNVB campus

- Eredivisie: 1981/82, 1982/83, 1984/85, 1993/94, 1994/95
- KNVB beker: 1982/83, 1985/86, 1986/87
- Nederlandse Supercup: 1993, 1994

 AC Milan
- Wereldbeker voor clubteams: 1989, 1990
- Europacup I: 1988/89, 1989/90
- Europese Supercup: 1989, 1990
- Serie A: 1991/92, 1992/93
- Supercoppa Italiana: 1988, 1992

 Nederland
- UEFA EK: 1988

Individueel als speler
- Nederlandse Gouden Schoen: 1985, 1987
- UEFA Europees Kampioenschap Team van het Toernooi: 1988
- Ballon d'Or – Derde plaats: 1988, 1989
- Wereldbeker - Meest Waardevolle Speler: 1990[5]
- Serie A Beste Buitenlandse Speler: 1992
- Serie A Voetballer van het Jaar: 1992
- ESM Team van het Jaar: 1994/95
- FIFA 100
- UEFA Golden Jubilee Poll: #21
- UEFA President's Award: 2005
- AC Milan Hall of Fame
- World Soccer: De 100 Grootste Voetballers aller Tijden
- Ballon d'Or Dream Team (zilver): 2020

Als trainer
 FC Barcelona
- UEFA Champions League: 2005/06
- Primera División: 2004/05, 2005/06
- Supercopa de España: 2005, 2006

Individueel als trainer
- Don Balón Trainer van het Jaar: 2004/05, 2005/06
- UEFA Trainer van het Jaar: 2005/06
- UEFA Team van het Jaar voor Beste Trainer van het Jaar: 2006
- IFFHS Beste Clubtrainer van de Wereld: 2006
- Onze d'Or Trainer van het Jaar: 2006